# Tabtenga
Ne doit pas être confondu avec Tibtenga.
Tabtenga est une localité située dans le département de Loumbila de la province de l'Oubritenga dans la région Plateau-Central au Burkina Faso.
Combien de kilomètres à Tenkodogo

## Santé et éducation
Le centre de soins le plus proche de Tabtenga est le centre de santé et de promotion sociale (CSPS) de Loumbila tandis que le centre médical avec antenne chirurgicale (CMA) de la province se trouve à Ziniaré.
Le village possède une école primaire publique.